# Associazione Sportiva Roma 1982-1983
Questa voce raccoglie le informazioni riguardanti l'Associazione Sportiva Roma nelle competizioni ufficiali della stagione 1982-1983.

## Stagione

Roberto Pruzzo, migliore marcatore stagionale giallorosso (12), realizza il gol-scudetto nella trasferta di Marassi dell'8 maggio 1983 (1-1).

Per la stagione successiva alla vittoria della Nazionale italiana ai Mondiali del 1982, la Roma si presenta con una rosa rinnovata in particolare nel reparto difensivo, dati gli arrivi di Aldo Maldera, Michele Nappi e Pietro Vierchowod (quest’ultimo in prestito dalla Sampdoria) a sostituire Luciano Spinosi, Maurizio Turone (ceduto al Bologna nella sessione autunnale) e Luciano Marangon, titolari nella stagione precedente. Beneficiando delle nuove disposizioni della federazione che permettono il tesseramento di un secondo giocatore straniero da parte di una squadra, la Roma può inoltre acquistare dall'Inter il centrocampista Herbert Prohaska.
Superato ad agosto il turno preliminare di Coppa Italia concludendo il girone da imbattuta, la Roma, nonostante le assenze di Ancelotti (ancora convalescente dall'infortunio al ginocchio patito all'inizio della stagione precedente) e di Conti, approfitta delle partenze sottotono di Juventus e Inter per lottare in vetta alla classifica con Sampdoria (la quale inflisse la prima sconfitta stagionale alla squadra) e Verona. A partire dalla sesta giornata i giallorossi, beneficiando anche del ritorno di Conti e Ancelotti, prendono il comando della classifica inseguiti dal Verona, fino a concludere il girone di andata con un punto di vantaggio sugli scaligeri.
All'inizio del girone di ritorno, un calo del Verona sembra lanciare la Roma verso il titolo: si fa tuttavia avanti una Juventus capace di prevalere nello scontro diretto in trasferta, ma ormai in ritardo sulla capolista che conquista la certezza del titolo (a quarantuno anni dalla prima affermazione) con una giornata di anticipo, pareggiando in trasferta contro il Genoa. La stagione della Roma si conclude con l'eliminazione ai quarti di finale di Coppa Italia contro la stessa Juventus, capace di vincere nettamente le gare di andata e di ritorno.
Durante la stagione la Roma è inoltre impegnata in Coppa UEFA: superato il primo turno contro l'Ipswich Town grazie a una rete di Aldo Maldera che mette al sicuro il 3-0 maturato in casa, i giallorossi superano gli svedesi dell'IFK Norrköping solo grazie alla lotteria dei calci di rigore, nella quale il portiere Tancredi para due rigori agli avversari. Di fronte al Colonia, avversario dei giallorossi agli ottavi di finale, la Roma riesce a prevalere grazie a una rimonta nella gara di ritorno dell'Olimpico che ribalta l'1-0 subito in Germania. Il percorso della Roma in Coppa UEFA si ferma tuttavia al turno successivo contro il Benfica.

## Divise e sponsor
Lo sponsor tecnico è Patrick, lo sponsor ufficiale è Barilla. La divisa primaria è costituita da maglia rossa con colletto a polo giallo, pantaloncini rossi con due bande oblique gialle, calzettoni rossi bordati di giallo. In trasferta viene usata una maglia bianca con colletto a polo giallorosso, pantaloncini bianchi, calzettoni bianchi bordati di giallorosso. I portieri hanno a disposizione una maglia gialla e una azzurra, entrambe con colletto a polo, abbinate a calzoncini e calzettoni neri.
| Casa | Trasferta | 1ª portiere | 2ª portiere |

## Organigramma societario
Di seguito l'organigramma societario.
Area direttiva
- Presidente: Dino Viola
- Segretario organizzativo: Gilberto Viti

Area tecnica
- Direttore sportivo: Nardino Previdi
- Segretario tecnico: Lino Raule
- Allenatore: Nils Liedholm

Area sanitaria
- Medico sociale: Ernesto Alicicco
- Massaggiatore: Vittorio Boldorini

## Rosa
Di seguito la rosa.
| N. |                   | Ruolo | Calciatore                        |
| -- | ----------------- | ----- | --------------------------------- |
|    | Italia (bandiera) | P     | Alessandro Biagini                |
|    | Italia (bandiera) | P     | Franco Superchi                   |
|    | Italia (bandiera) | P     | Franco Tancredi                   |
|    | Italia (bandiera) | D     | Agostino Di Bartolomei (Capitano) |
|    | Italia (bandiera) | D     | Massimo Gregori                   |
|    | Italia (bandiera) | D     | Settimio Lucci                    |
|    | Italia (bandiera) | D     | Sebastiano Nela                   |
|    | Italia (bandiera) | D     | Michele Nappi                     |
|    | Italia (bandiera) | D     | Aldo Maldera                      |
|    | Italia (bandiera) | D     | Ubaldo Righetti                   |
|    | Italia (bandiera) | D     | Maurizio Turone                   |
|    | Italia (bandiera) | D     | Pietro Vierchowod                 |
|    | Italia (bandiera) | D     | Viero Vignoli                     |
|    | Italia (bandiera) | C     | Carlo Ancelotti                   |

| N. |                    | Ruolo | Calciatore            |
| -- | ------------------ | ----- | --------------------- |
|    | Italia (bandiera)  | C     | Gianni Boccia         |
|    | Italia (bandiera)  | C     | Odoacre Chierico      |
|    | Italia (bandiera)  | C     | Bruno Conti           |
|    | Brasile (bandiera) | C     | Paulo Roberto Falcão  |
|    | Italia (bandiera)  | C     | Giuseppe Giannini     |
|    | Italia (bandiera)  | C     | Paolo Giovannelli     |
|    | Austria (bandiera) | C     | Herbert Prohaska      |
|    | Italia (bandiera)  | C     | Roberto Scarnecchia   |
|    | Italia (bandiera)  | C     | Claudio Valigi        |
|    | Italia (bandiera)  | A     | Paolo Baldieri        |
|    | Italia (bandiera)  | A     | Paolo Alberto Faccini |
|    | Italia (bandiera)  | A     | Maurizio Iorio        |
|    | Italia (bandiera)  | A     | Roberto Pruzzo        |
|    | Italia (bandiera)  | A     | Sandro Tovalieri      |

## Calciomercato
Di seguito il calciomercato.

### Sessione estiva
| Acquisti | Acquisti          | Acquisti  | Acquisti           |
| R.       | Nome              | da        | Modalità           |
| -------- | ----------------- | --------- | ------------------ |
| D        | Aldo Maldera      | Milan     | definitivo         |
| D        | Michele Nappi     | Perugia   | definitivo         |
| D        | Pietro Vierchowod | Sampdoria | prestito           |
| C        | Antonio Di Carlo  | Piacenza  | fine prestito      |
| C        | Herbert Prohaska  | Inter     | definitivo         |
| C        | Claudio Valigi    | Ternana   | definitivo 800mln  |
| C        | Maurizio Iorio    | Bari      | definitivo 1,5 mld |

| Cessioni | Cessioni            | Cessioni      | Cessioni          |
| R.       | Nome                | a             | Modalità          |
| -------- | ------------------- | ------------- | ----------------- |
| D        | Dario Bonetti       | Sampdoria     | prestito          |
| D        | Luciano Marangon    | Verona        | definitivo 700mln |
| D        | Carlo Perrone       | Lazio         | definitivo        |
| D        | Luciano Spinosi     | Verona        | definitivo        |
| C        | Antonio Di Carlo    | Carrarese     | prestito          |
| C        | Alberto Di Chiara   | Reggiana      | definitivo        |
| C        | Domenico Giacomarro | Ligny Trapani | definitivo        |
| C        | Domenico Maggiora   | Sampdoria     | definitivo        |
| A        | Guido Ugolotti      | Pisa          | comproprietà      |

### Sessione autunnale
| Acquisti | Acquisti | Acquisti | Acquisti |
| R.       | Nome     | da       | Modalità |
| -------- | -------- | -------- | -------- |

| Cessioni | Cessioni            | Cessioni | Cessioni            |
| R.       | Nome                | a        | Modalità            |
| -------- | ------------------- | -------- | ------------------- |
| D        | Maurizio Turone     | Bologna  | definitivo          |
| C        | Roberto Scarnecchia | Napoli   | comproprietà 400mln |

## Risultati

### Serie A

#### Girone di andata
| Arbitro: | Lo Bello (Siracusa) |

|           |           |                                     |
| Piras 67’ | Marcatori | 9’ Faccini 61’ (aut.) Loi 87’ Iorio |

| Arbitro: | Pieri (Genova) |

|                          |           |  |
| Di Bartolomei 90’ (rig.) | Marcatori |  |

| Arbitro: | Barbaresco (Cormons) |

|             |           |  |
| Mancini 35’ | Marcatori |  |

| Arbitro: | Bergamo (Livorno) |

|                                |           |           |
| Prohaska 13’ Pruzzo 81’ (rig.) | Marcatori | 74’ Greco |

| Arbitro: | Casarin (Milano) |

|               |           |                                 |
| Pellegrini 2’ | Marcatori | 33’ Iorio 65’ Nela 78’ Chierico |

| Arbitro: | Lo Bello (Siracusa) |

|            |           |  |
| Pruzzo 10’ | Marcatori |  |

| Arbitro: | D'Elia (Salerno) |

|                        |           |             |
| Platini 49’ Scirea 55’ | Marcatori | 5’ Chierico |

| Arbitro: | Barbaresco (Cormons) |

|                                    |           |             |
| Pruzzo 75’ (rig.), 81’ Maldera 86’ | Marcatori | 25’ Todesco |

| Arbitro: | Mattei (Macerata) |

|            |           |            |
| Šurjak 80’ | Marcatori | 22’ Falcão |

| Arbitro: | Agnolin (Bassano del Grappa) |

|                          |           |                      |
| Pruzzo 4’ Conti 45’, 85’ | Marcatori | 30’ (rig.) Antognoni |

| Catanzaro 28 novembre 1982, ore 14:30 11ª Giornata | Catanzaro        | 0 – 0 referto | Roma | Stadio Militare\| Arbitro: \| D'Elia (Salerno) \| |
| Arbitro:                                           | D'Elia (Salerno) |               |      |                                                   |

| Arbitro: | Bergamo (Livorno) |

|                      |           |               |
| Falcão 34’ Iorio 67’ | Marcatori | 89’ Altobelli |

| Arbitro: | Mattei (Macerata) |

|                |           |              |
| Barbadillo 50’ | Marcatori | 31’ Prohaska |

| Arbitro: | Casarin (Milano) |

|                                   |           |  |
| Corti 2’ (aut.) Di Bartolomei 48’ | Marcatori |  |

| Arbitro: | Lo Bello (Siracusa) |

|             |           |            |
| Dossena 46’ | Marcatori | 32’ Pruzzo |

#### Girone di ritorno
| Arbitro: | Pieri (Genova) |

|            |           |  |
| Falcão 48’ | Marcatori |  |

| Arbitro: | Bergamo (Livorno) |

|           |           |           |
| Penzo 28’ | Marcatori | 26’ Iorio |

| Arbitro: | Redini (Pisa) |

|           |           |  |
| Iorio 35’ | Marcatori |  |

| Arbitro: | Menicucci (Firenze) |

|           |           |               |
| Greco 13’ | Marcatori | 20’ Ancelotti |

| Arbitro: | Agnolin (Bassano del Grappa) |

|                                                          |           |                     |
| Nela 31’ Ancelotti 43’ Di Bartolomei 48’, 62’ Pruzzo 71’ | Marcatori | 13’ Díaz 76’ Marino |

| Arbitro: | Bergamo (Livorno) |

|              |           |            |
| Arrigoni 74’ | Marcatori | 71’ Pruzzo |

| Arbitro: | Barbaresco (Cormons) |

|            |           |                      |
| Falcão 62’ | Marcatori | 83’ Platini 86’ Brio |

| Arbitro: | Lo Bello (Siracusa) |

|               |           |                              |
| Berggreen 65’ | Marcatori | 13’ Falcão 61’ Di Bartolomei |

| Roma 20 marzo 1983, ore 15:00 24ª Giornata | Roma          | 0 – 0 referto | Udinese | Stadio Olimpico di Roma\| Arbitro: \| Redini (Pisa) \| |
| Arbitro:                                   | Redini (Pisa) |               |         |                                                        |

| Arbitro: | Agnolin (Bassano del Grappa) |

|                                 |           |                                |
| Massaro 9’ Ancelotti 84’ (aut.) | Marcatori | 18’ Pruzzo 62’ (rig.) Prohaska |

| Arbitro: | Paparesta (Bari) |

|                              |           |  |
| Di Bartolomei 38’ Pruzzo 62’ | Marcatori |  |

| Milano 24 aprile 1983, ore 15:30 27ª Giornata | Inter             | 0 – 0 referto | Roma | Stadio Giuseppe Meazza\| Arbitro: \| Bergamo (Livorno) \| |
| Arbitro:                                      | Bergamo (Livorno) |               |      |                                                           |

| Arbitro: | Vitali (Bologna) |

|                              |           |  |
| Falcão 38’ Di Bartolomei 65’ | Marcatori |  |

| Arbitro: | D'Elia (Salerno) |

|             |           |            |
| Fiorini 42’ | Marcatori | 19’ Pruzzo |

| Arbitro: | Bianciardi (Siena) |

|                                        |           |               |
| Pruzzo 21’ (rig.) Falcão 36’ Conti 85’ | Marcatori | 81’ Hernández |

### Coppa Italia

#### Primo turno
| Arbitro: | Pairetto (Torino) |

|  |           |           |
|  | Marcatori | 29’ Iorio |

| Arbitro: | Angelelli (Terni) |

|                                                     |           |            |
| Di Bartolomei 52’ Chierico 56’ Pruzzo 67’, 73’, 83’ | Marcatori | 4’ Messina |

| Lecce 29 agosto 1982, ore 17:00 3ª giornata | Lecce          | 0 – 0 referto | Roma | Stadio Via del Mare\| Arbitro: \| Pieri (Genova) \| |
| Arbitro:                                    | Pieri (Genova) |               |      |                                                     |

| Arbitro: | D'Elia (Salerno) |

|  |           |                                             |
|  | Marcatori | 43’, 63’, 83’ Pruzzo 45’ Iorio 87’ Prohaska |

| Arbitro: | Patrussi (Ravenna) |

|                     |           |  |
| Nela 10’ Pruzzo 79’ | Marcatori |  |

#### Fase ad eliminazione diretta
| Arbitro: | Angelelli (Terni) |

|  |           |              |
|  | Marcatori | 53’ Prohaska |

| Arbitro: | Lombardo (Marsala) |

|                                                          |           |                                 |
| Iorio 5’ Faccini 8’ Chierico 16’ Falcão 39’ Baldieri 70’ | Marcatori | 28’, 54’ Skov 42’ (aut.) Valigi |

| Arbitro: | D'Elia (Salerno) |

|                                    |           |  |
| Cabrini 42’ Platini 70’ Boniek 88’ | Marcatori |  |

| Arbitro: | Lo Bello (Siracusa) |

|  |           |                         |
|  | Marcatori | 49’ Tardelli 53’ Boniek |

### Coppa UEFA
| Arbitro: | Tokat |

|                                  |           |  |
| Osman 10’ (aut.) Pruzzo 35’, 68’ | Marcatori |  |

| Arbitro: | Christov |

|                                  |           |             |
| Gates 41’ McCall 54’ Butcher 71’ | Marcatori | 64’ Maldera |

| Arbitro: | Petrovic |

|                   |           |  |
| Pruzzo 52’ (rig.) | Marcatori |  |

| Arbitro: | Syme |

|                                       |                      |                                       |
| Bergman 60’                           | Marcatori            |                                       |
| Lundqvist Pettersson Bergman Svensson | Tiri di rigore 2 – 4 | Di Bartolomei Conti Chierico Righetti |

| Arbitro: | Vautrot |

|            |           |  |
| Allofs 40’ | Marcatori |  |

| Arbitro: | Schoeters |

|                      |           |  |
| Iorio 58’ Falcão 88’ | Marcatori |  |

| Arbitro: | Brummeier |

|                          |           |                    |
| Di Bartolomei 67’ (rig.) | Marcatori | 40’, 62’ Filipović |

| Arbitro: | Palotai |

|               |           |            |
| Filipović 20’ | Marcatori | 85’ Falcão |

## Statistiche

### Statistiche di squadra
Di seguito le statistiche di squadra.
| Competizione | Punti | In casa | In casa | In casa | In casa | In casa | In casa | In trasferta | In trasferta | In trasferta | In trasferta | In trasferta | In trasferta | Totale | Totale | Totale | Totale | Totale | Totale | DR  |
| Competizione | Punti | G       | V       | N       | P       | Gf      | Gs      | G            | V            | N            | P            | Gf           | Gs           | G      | V      | N      | P      | Gf     | Gs     | DR  |
| ------------ | ----- | ------- | ------- | ------- | ------- | ------- | ------- | ------------ | ------------ | ------------ | ------------ | ------------ | ------------ | ------ | ------ | ------ | ------ | ------ | ------ | --- |
| Serie A      | 43    | 15      | 13      | 1       | 1       | 29      | 9       | 15           | 3            | 10           | 2            | 18           | 15           | 30     | 16     | 11     | 3      | 47     | 24     | +23 |
| Coppa Italia | -     | 4       | 3       | 0       | 1       | 12      | 6       | 5            | 3            | 1            | 1            | 7            | 3            | 9      | 6      | 1      | 2      | 19     | 9      | +10 |
| Coppa UEFA   | -     | 4       | 3       | 0       | 1       | 7       | 2       | 4            | 0            | 1            | 3            | 2            | 6            | 8      | 3      | 1      | 4      | 9      | 8      | +1  |
| Totale       | -     | 23      | 19      | 1       | 3       | 48      | 17      | 24           | 6            | 12           | 6            | 27           | 24           | 47     | 25     | 13     | 9      | 75     | 41     | +34 |

### Andamento in campionato
Fonte:
| Giornata  | 1 | 2 | 3 | 4 | 5 | 6 | 7 | 8 | 9 | 10 | 11 | 12 | 13 | 14 | 15 | 16 | 17 | 18 | 19 | 20 | 21 | 22 | 23 | 24 | 25 | 26 | 27 | 28 | 29 | 30 |
| --------- | - | - | - | - | - | - | - | - | - | -- | -- | -- | -- | -- | -- | -- | -- | -- | -- | -- | -- | -- | -- | -- | -- | -- | -- | -- | -- | -- |
| Luogo     | T | C | T | C | T | C | T | C | T | C  | T  | C  | T  | C  | T  | C  | T  | C  | T  | C  | T  | T  | T  | C  | T  | C  | T  | C  | T  | C  |
| Risultato | V | V | P | V | V | V | P | V | N | V  | N  | V  | N  | V  | N  | V  | N  | V  | N  | V  | N  | P  | V  | N  | N  | V  | N  | V  | N  | V  |
| Posizione | 1 | 1 | 2 | 1 | 1 | 1 | 1 | 1 | 1 | 1  | 1  | 1  | 1  | 1  | 1  | 1  | 1  | 1  | 1  | 1  | 1  | 1  | 1  | 1  | 1  | 1  | 1  | 1  | 1  | 1  |

Legenda:

Luogo: C = Casa; T = Trasferta. Risultato: V = Vittoria; N = Pareggio; P = Sconfitta.

### Statistiche dei giocatori
Desunte dai tabellini del Corriere dello Sport, de L'Unità e de La Stampa.
| Giocatore        | Serie A  | Serie A | Coppa Italia | Coppa Italia | Coppa UEFA | Coppa UEFA | Totale   | Totale |
| Giocatore        | Presenze | Reti    | Presenze     | Reti         | Presenze   | Reti       | Presenze | Reti   |
| ---------------- | -------- | ------- | ------------ | ------------ | ---------- | ---------- | -------- | ------ |
| F. Superchi      | 1        | -1      | 0            | 0            | 0          | 0          | 1        | -1     |
| F. Tancredi      | 30       | -23     | 9            | -9           | 8          | -8         | 47       | -40    |
| A. Di Bartolomei | 28       | 7       | 9            | 1            | 7          | 1          | 44       | 9      |
| M. Gregori       | -        | -       | 0            | 0            | -          | -          | 0        | 0      |
| S. Lucci         | 0        | 0       | 1            | 0            | -          | -          | 1        | 0      |
| S. Nela          | 28       | 2       | 8            | 1            | 8          | 0          | 44       | 3      |
| M. Nappi         | 16       | 0       | 4            | 0            | 3          | 0          | 23       | 0      |
| A. Maldera       | 26       | 1       | 7            | 0            | 8          | 1          | 41       | 2      |
| U. Righetti      | 12       | 0       | 7            | 0            | 2          | 0          | 21       | 0      |
| M. Turone        | -        | -       | 1            | 0            | -          | -          | 1        | 0      |
| P. Vierchowod    | 30       | 0       | 5            | 0            | 8          | 0          | 43       | 0      |
| V. Vignoli       | -        | -       | 0            | 0            | -          | -          | 0        | 0      |
| C. Ancelotti     | 23       | 2       | 2            | 0            | 6          | 0          | 31       | 2      |
| G. Boccia        | 0        | 0       | -            | -            | -          | -          | 0        | 0      |
| O. Chierico      | 16       | 2       | 7            | 2            | 4          | 0          | 27       | 4      |
| B. Conti         | 26       | 3       | 7            | 0            | 7          | 0          | 40       | 3      |
| P. R. Falcão     | 27       | 7       | 4            | 1            | 8          | 2          | 39       | 10     |
| G. Giannini      | 0        | 0       | 2            | 0            | -          | -          | 2        | 0      |
| P. Giovannelli   | 1        | 0       | 0            | 0            | -          | -          | 1        | 0      |
| H. Prohaska      | 26       | 3       | 8            | 2            | 8          | 0          | 42       | 5      |
| R. Scarnecchia   | 0        | 0       | 3            | 0            | -          | -          | 3        | 0      |
| C. Valigi        | 13       | 0       | 9            | 0            | 4          | 0          | 26       | 0      |
| P. Baldieri      | -        | -       | 1            | 1            | -          | -          | 1        | 1      |
| P. A. Faccini    | 3        | 1       | 7            | 1            | 1          | 0          | 11       | 2      |
| M. Iorio         | 25       | 5       | 9            | 3            | 6          | 1          | 40       | 9      |
| R. Pruzzo        | 27       | 12      | 5            | 7            | 7          | 3          | 39       | 22     |
| S. Tovalieri     | 0        | 0       | -            | -            | -          | -          | 0        | 0      |

## Giovanili
- Primavera:
  - Campionato Primavera
  - Coppa Italia Primavera
  - Torneo di Viareggio: vincitrice
- Allievi Nazionali:

Un momento della vittoriosa finale del Viareggio fra la Primavera giallorossa e i pari età dell'Inter

  - Campionato Allievi Nazionali: vincitrice

### Videografia
- Manuela Romano (a cura di), La storia della A.S. Roma (10 DVD-Video), Corriere dello Sport, Rai Trade, 2006.